# باشگاه فوتبال رئال استیلی
باشگاه فوتبال رئال استیلی یک باشگاه فوتبال حرفه‌ای از نیکاراگوئه است که در لیگ برتر نیکاراگوئه بازی می‌کند. این باشگاه خارج از ورزشگاه خانگی خود، ورزشگاه ایندیپندنسیا، مستقر در شهر شمالی استیلی، بازی می‌کند.
رئال استیلی دارای مسابقات قهرمانی ملی است که در میان هر تیمی در نیکاراگوئه در رده دوم قرار دارد و تنها پس از دیریانگین قرار دارد.

## افتخارات
- لیگ برتر نیکاراگوئه: ۱۹ قهرمانی
- جام حذفی نیکاراگوئه: ۱ قهرمانی
- جام آمریکای مرکزی: ۱ نایب قهرمانی